# طال مخلوف
طال مخلوف (بالعبرية: טל מכלוף‏) هو لاعب كرة قدم إسرائيلي في مركز الدفاع، ولد في 31 أغسطس 1991 في عسقلان في إسرائيل. لعب مع هبوعيل عسقلان ‏.

## وصلات خارجية
- طال مخلوف على موقع Soccerway.com (الإنجليزية)